# Antonio Spallino
Antonio Spallino (1. dubna 1925 Como, Itálie – 27. září 2017 Como, Itálie) byl italský sportovní šermíř, který se specializoval na šerm fleretem.
Itálii reprezentoval ve čtyřicátých a padesátých letech. Na olympijských hrách startoval v roce 1952 a 1956 v soutěži jednotlivců a družstev. V soutěži jednotlivců získal na olympijských hrách 1956 bronzovou olympijskou medaili. S italským družstvem fleretistů vybojoval na olympijských hrách zlatou (1956) a stříbrnou (1952) olympijskou medaili. S družstvem získal celkem tři tituly mistrů světa v roce 1949, 1954 a 1955.